# Marpa (Perú)
Marpa es una ciudad prehispánica en ruinas ubicada a lo largo del Cañón de Cotahuasi, en la Cordillera de los Andes al sur de Perú.
El río Cotahuasi nace en la Cordillera de Huanzo, cortando una ruta hacia el suroeste y terminando unos 300km más tarde como el río Ocoña introduciéndose en el Océano Pacífico. Declarada como "Zona Reserva Turística" en 1988 muy poco se sabe sobre el cañón y Marpa. Algunas expediciones recorrieron por primera vez el cañón en 1994. En la época prehispánica el camino Inca a lo largo del cañón era comúnmente utilizado, y sobrevivían secciones, al igual que las ruinas de terrazas agrícolas, escaleras y tumbas antiguas. El camino Inca pudo haber sido construido a lo largo de la ruta de un camino antiguo construido por la cultura Huari, una fuerza dominante en las tierras altas del centro y sur de Perú entre el 500 DC y el 900 DC.